# Премия «Энни» за лучшие анимационные эффекты в анимационной телепрограмме
Премия «Энни» за лучшие анимационные эффекты в анимационной телепрограмме (англ. Annie Award for Animated Effects in an Animated Television/Broadcast Production) — категория премии «Энни», ежегодно присуждаемая лучшим анимационным эффектам в анимационной телепрограмме. Впервые она была вручена на 46-й церемонии вручения премии «Энни».

## Победители и номинанты

### 2010е
| Год                                      | Программа                                                    | Эпизод(ы)                                                                            | Получатель(и)                                                              | Сеть/Компания        |
| 2018 (46-я)                              |                                                              |                                                                                      |                                                                            |                      |
| ---------------------------------------- | ------------------------------------------------------------ | ------------------------------------------------------------------------------------ | -------------------------------------------------------------------------- | -------------------- |
| 2018 (46-я)                              | Охотники на троллей: Истории Аркадии                         | "The Eternal Knight Pt. 2"                                                           | Дэвид М.В. Джонс, Винсент Чоу и Клэр Янг                                   | Netflix              |
| 2018 (46-я)                              | DreamWorks Theatre Presents Kung Fu Panda                    | DreamWorks Theatre Presents Kung Fu Panda                                            | Зак Глинн, Ших-Чюан Хуанг, Майкл Лосур, К.С. Онг и Алекс Тимченко          | DreamWorks Animation |
| 2018 (46-я)                              | Эволюция Черепашек-ниндзя                                    | Эволюция Черепашек-ниндзя                                                            | Джеффри Лай                                                                | Nickelodeon          |
| 2018 (46-я)                              | Суперособняк                                                 | "Debbie Does Debizo"                                                                 | Майк Шпицмиллер, Стив Галлант, Иэн Коллинз, Дэниел Крэйвен и Линда Роллинз | Crackle              |
| 2018 (46-я)                              | Обитатели холмов                                             | "The Journey"                                                                        | Филип Чайлд и Нилеш Сардесай                                               | Netflix              |
| 2019 (47-я)                              |                                                              |                                                                                      |                                                                            |                      |
| Любовь. Смерть. Роботы                   | "The Secret War"                                             | Виктор Немет, Сабольч Ильес, Адам Сипос и Владимир Жовна                             | Netflix                                                                    |                      |
| Как приручить дракона: Возвращение домой | Как приручить дракона: Возвращение домой                     | Мануэль Рейес Халаби, Кристиана Ковоне, Коя Масубучи, Жан-Клод Нуши и Дастин Хеннинг | NBC                                                                        |                      |
| My Moon                                  | My Moon                                                      | Стефан Кодель и Натан Моура                                                          | Eusong Lee / Chromosphere                                                  |                      |
| Звёздные войны: Галактика приключений    | "Stormtroopers vs. Rebels – Soldiers of the Galactic Empire" | Наоки Араиза Токумасу                                                                | Lucasfilm / Titmouse, Inc.                                                 |                      |
| Трое с небес: Истории Аркадии            | "A Glorious End Part 1"                                      | Грег Лев, Игорь Лодейро, Чен Линг и Брэндон Тайра                                    | Netflix                                                                    |                      |

### 2020е
| Год                                     | Программа                                    | Эпизод(ы)                                                                   | Получатель(и)                                                         | Сеть/Компания |
| 2020 (48-я)                             |                                              |                                                                             |                                                                       |               |
| --------------------------------------- | -------------------------------------------- | --------------------------------------------------------------------------- | --------------------------------------------------------------------- | ------------- |
| 2020 (48-я)                             | Мир юрского периода: Лагерь мелового периода | "Welcome to Jurassic World"                                                 | Эмад Халили, Айван Ван, Крис Уомболд, Кайл Герц и Кэти Д. Тран        | Netflix       |
| 2020 (48-я)                             | Жизнь лампы                                  | Жизнь лампы                                                                 | Грег Глэдстоун, Кит Дэниел Клон и Мэтью Вонг                          | Disney+       |
| 2020 (48-я)                             | Форсаж: Шпионы-гонщики                       | "Sirocco Fire"                                                              | Крис Браун, Расселл Ричардсон, Арди Ала, Реджи Фурмайл и Брэндон Уэбб | Netflix       |
| 2020 (48-я)                             | Волшебники: Истории Аркадии                  | "Killahead, Part Two"                                                       | Грег Лев, Игорь Лодейро, Брэндон Тайра, Цуй Вэй и Ма Сяо              | Netflix       |
| 2020 (48-я)                             | Трансформеры. Трилогия о войне за Кибертрон  | "Chapter 1: Siege"                                                          | Масанори Сакакибара                                                   | Netflix       |
| 2021 (49-я)                             |                                              |                                                                             |                                                                       |               |
| Аркейн                                  | "Oil and Water"                              | Гийом Дегроот, Орельен Рессенкур, Мартин Тузе, Фредерик Мейс и Джером Дюпре | Netflix                                                               |               |
| Кастлвания                              | "The Endings"                                | Там Лу, Адам Дитс и Сэм Дитс                                                | Netflix                                                               |               |
| Майя и три воина                        | "The Sun and the Moon"                       | Александр Фейгин, Грэм Виб, Прадип Минам, Майкл Сан и Серген Эрен           | Netflix                                                               |               |
| Барашек Шон: Рождественские приключения | Барашек Шон: Рождественские приключения      | Джим Льюис                                                                  | Netflix                                                               |               |
| Охотники на троллей: Восстание титанов  | Охотники на троллей: Восстание титанов       | Грег Лев, Брэндон Тайра, Пракаш Дкунья, Винсент Чоу и Чен Линг              | Netflix                                                               |               |